# Bučka, Škocjan
Bučka este o localitate din comuna Škocjan, Slovenia, cu o populație de 114 locuitori.